# Samsas Traum
Samsas Traum ist ein deutschsprachiges Musikprojekt, das 1996 von Alexander Kaschte in Deutschland gegründet wurde. Am 1. März 1999, auf den Tag genau drei Jahre nach ihrer Gründung, unterschrieb die Band einen Plattenvertrag mit dem Label Trisol Music Group.
Der Name der Band leitet sich von Franz Kafkas Protagonisten Gregor Samsa aus seiner Erzählung Die Verwandlung ab, die wie folgt beginnt: „Als Gregor Samsa eines Morgens aus unruhigen Träumen erwachte, fand er sich in seinem Bett zu einem ungeheueren Ungeziefer verwandelt.“ Dieses Zitat findet Verwendung im Lied Elite, welches das Debütalbum Die Liebe Gottes eröffnet.

## Bandgeschichte

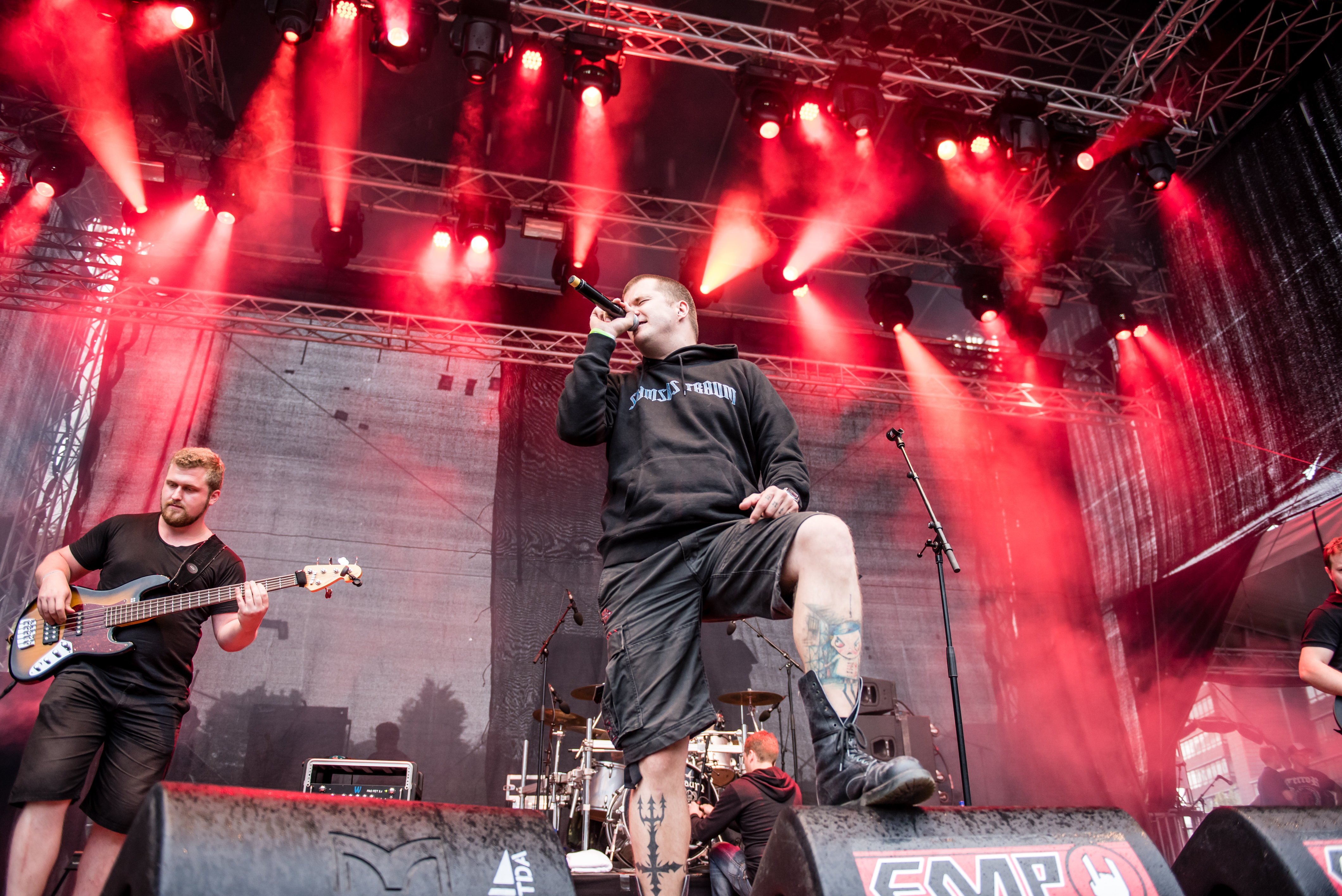
Samsas Traum auf dem Amphi Festival 2015

Zu Beginn bestand Samsas Traum aus drei Bandmitgliedern: Neben Alexander Kaschte, der Musik und Texte fast vollständig allein schrieb, wirkten Kaschtes damalige Lebensgefährtin Simone Stahl und Johannes Welsch mit, die auf dem Debüt-Album Die Liebe Gottes beide jeweils einen Gesangspart übernahmen. Nach ihrem ersten Werk verließ Simone Stahl die Band. Anfang 2001, kurz vor der ersten Tour, stellte auch Johannes Welsch aufgrund gesundheitlicher Probleme die Mitarbeit ein.
Zu dem erschienenen Album Oh Luna Mein trat der Saxophonist und Klarinettist Daniel Schröder der Band bei und arbeitete mit Ausnahme von Ipsissima Verba und Nostalgia seitdem bei jedem Album mit. Seine Saxophon/Klarinetten-Soli bzw. -Begleitungen prägten den Stil der Band mit. Auf den folgenden Touren wurden auch andere Gastmusiker eingesetzt. Seit der a.Ura-und-das-Schnecken.Haus-Tour spielten Martin „Acid“ Gutmann das Keyboard und Michael Puchala die Gitarre. Seit 2006 unterstützte Martin „Psycho666“ Parzer als zweiter Keyboarder die Band. Diese drei traten jedoch 2007 aus der Band aus.
Im Januar 2007 wurde offiziell der Produktionsstart des Albums Heiliges Herz – Das Schwert Deiner Sonne bekanntgegeben. Bei der Produktion sollte Moritz Neuner (u. a. Leaves’ Eyes, Atrocity, Abigor, Dornenreich, Angizia und Darkwell) das Schlagzeug übernehmen, die Zusammenarbeit wurde jedoch im Juni 2007 vorzeitig beendet. Kurz darauf wurde Adrian Erlandsson (At the Gates, ex-Cradle of Filth) als neuer Drummer vorgestellt. Dieser hatte seine Parts bereits eingespielt und würde die Band auch bei ihren angekündigten Touren unterstützen. Stephan Hinz und Alexander Machat übernahmen auf dem Album den Bass; Michael Puchala spielte Gitarren-Soli ein, während die restlichen Gitarrenparts Alexander Kaschte selbst übernahm.
Im September 2007 spielten Samsas Traum eine Tour (Zwischen Himmel und Hölle), bei der sie von den Bands Spiritual Front und Nachtmahr unterstützt wurden und bereits einige Lieder des neuen Albums vorstellten. Das Album erschien zur gleichen Zeit wie das Akustikalbum Wenn schwarzer Regen am 2. November 2007.
Am 5. Januar 2008 wurde das Ende der Zusammenarbeit mit Adrian Erlandsson bekanntgegeben, da Erlandsson zu viele andere Verpflichtungen habe. Als neuer Schlagzeuger wurde am 10. Februar 2008 Michael „Cain“ Beck vorgestellt, der seitdem festes Bandmitglied ist. Am 20. Juli 2008 wurde überraschend die Zusammenarbeit mit Daniel Schröder beendet, dies wurde von Alexander Kaschte allerdings wenig später wieder dementiert. Bis Alexander Kaschte den Rausschmiss in einem Interview im April 2010 bestätigte, war lange Zeit unklar, ob Daniel Schröder weiterhin Mitglied bei Samsas Traum war.
Am 10. Juli 2009 wurde auf der Bandwebseite das neue Samsas-Traum-Album mit dem Namen 13 Jahre lang dagegen – Anti bis zum Tod für den 30. Oktober 2009 angekündigt. Zum angekündigten Termin wurde das Album in einer normalen CD-Fassung sowie auch in einer auf 3000 Exemplare limitierten Deluxe-Edition herausgegeben.
Am 1. Juli 2011 erschien das neunte Studioalbum Anleitung zum Totsein als Doppelveröffentlichung zusammen mit dem Album Amok von Kaschtes Nebenprojekt Weena Morloch. Kaschte selbst war auf der Veröffentlichung verantwortlich für Gesang, Synthesizer, Programmierung sowie Rhythmus- und Akustik-Gitarren. Als weiterer Gitarrist spielte Luca Princiotta zusätzliche Rhythmus- und Akustik-Gitarren sowie die Gitarren-Soli ein. Michael Beck spielte das Schlagzeug, Stephan „Gudze“ Hinz den Bass.
Am 2. September 2011 kündigte Alexander Kaschte offiziell an, dass Samsas Traum und Weena Morloch am 1. Oktober in der Veranstaltungsstätte Matrix in Bochum ihr letztes Konzert geben würden. Beide Projekte sollten jedoch weiterbestehen und sich in Zukunft auf Studioaufnahmen konzentrieren. Kurz darauf erschien am 2. Dezember 2011 das überwiegend Remixe enthaltende Album .Käfer.Maden.Würmer.Spinnen., das in je eine Samsas-Traum- und eine Weena-Morloch-CD aufgeteilt war. Zuvor gab es eine Online-Aktion von Kaschte, bei der Fans anderen Bands empfehlen konnten, die Stücke für das Remix-Album zu bearbeiten. Im Januar 2012 erschien Viva Vienna, Vol. I, eine 10″-Schallplatte mit Live-Aufnahmen aus Wien. Am 9. März 2012 wurde das Abschiedskonzert in Bochum in Form eines Live-Albums unter dem Namen Unbeugsam-Unberechenbar-Unsterblich veröffentlicht.
Mit Asen’ka – Ein Märchen für Kinder und solche, die es werden wollen erschien am 23. November 2012 das zehnte Studioalbum der Band. Produziert wurde es von André Alvinzi und Jens Bogren in den Fascination Street Studios im schwedischen Örebro. Das Schlagzeug spielte, wie auf dem Vorgängeralbum, Michael Beck ein, die Gitarrensoli Luca Princiotta. Die Gitarren-Vorproduktion wurde im Gegensatz zu den vorherigen Alben von Jochen Interthal übernommen.
Am 27. September 2013 traten Samsas Traum im Rahmen eines zweitägigen Konzerts wieder auf. Als Gäste waren unter anderem Vic Anselmo sowie die beiden ehemaligen Bandmitglieder Michael Puchala und Daniel Schröder dabei. Auch wenn nach diesem Event Gerüchte laut wurden, Puchala und Schröder würden wieder fester Bestandteil der Band werden, sind beide mittlerweile zu sehr in eigene Projekte involviert, um weiterhin als vollwertige Mitglieder Samsas Traums zu agieren. Jedoch traten sie weiterhin als Gastmusiker beim von Kaschte ins Leben gerufenen „Akustischen Weihnachtskonzert“, das erstmals am 21. Dezember 2013 im KFZ Marburg stattfand, sowie bei einem Konzert der „Asen’ka-Tour 2014“ im Kölner Underground in Erscheinung.
Seit Juni 2017 versucht die Band, via Crowdfunding den Nachfolger von Tineoidea zu produzieren. Dieser soll den Namen Tineoidea II tragen und ein umfangreiches Album mit Orchesterbegleitung werden. Unterstützern der Crowdfunding-Kampagne wurden unter anderem die Comics der „Trauma-Tales“-Reihe, in der Geschichten einzelner Samsas-Traum-Songs grafisch dargestellt werden, sowie das exklusive Album Scheiden tut weh geboten, das im November 2018 veröffentlicht wurde. Die Kampagne zur Finanzierung der Aufnahmen sollte ursprünglich am 20. April 2018 enden, wurde aber um 30 Tage verlängert. Da sich die Produktion von Tineoidea II verzögert, wurde das nächste Studioalbum Kalk vorgezogen, das mithilfe einer privaten Crowdfunding-Kampagne im späten Frühjahr 2020 veröffentlicht werden sollte. Anfang Juni 2024 wurde Kalk in limitierter Auflage von 2000 Stück an die Käufer ausgeliefert und parallel digital mit den zwei Songs der Widersacher EP, die als Vinyl geplant war, zur Verfügung gestellt.

## Musikstil und musikalische Entwicklung
Samsas Traum zeichnet sich dadurch aus, dass sich die Musik schwer in stilistische Grenzen einordnen lässt. Der Musikstil der Band unterscheidet sich von Album zu Album.
Die Alben zeigen oft einen inhaltlichen und musikalischen „roten Faden“. Die vier Alben Die Liebe Gottes, Tineoidea, a.Ura und das Schnecken.Haus und Asen’ka – Ein Märchen für Kinder und solche, die es werden wollen können sogar als Konzeptalben verstanden werden. Die erzählte Geschichte wird in den beiden erstgenannten Alben durch Wechselgesang in verschiedenen Dialogen wiedergegeben. Die einzelnen Lieder von a.Ura und das Schnecken.Haus sind Kurzgeschichten, die entweder eine fortlaufende Geschichte erzählen oder für sich allein stehen können.
Alexander Kaschtes Sprache gleicht sich der Thematik der Stücke an, die in einigen Fällen weder inhaltliche noch verbale Tabus kennt (Beispiele sind die Lieder Café Koma, F.M.N.F. – Nikotin und Meskalin, Es war einmal …). Die Botschaften werden größtenteils gesungen, aber auch teils geschrien, teils gesprochen; dabei sind die Interpretationsmöglichkeiten der Texte sehr vielfältig.
Musikalisch ist die Band Samsas Traum auf Grund der deutlichen Entwicklung zwischen den Veröffentlichungen kaum einzuordnen. Schlug das von Kaschte als „Black Metal-Operette“ bezeichnete Debüt-Album Die Liebe Gottes mit einer Mischung aus Dark Metal und Symphonic Metal noch recht harte Töne an, so zeigte das zweite Werk bereits Anleihen aus der Neuen Deutschen Härte, was nicht zuletzt durch deutlich reduzierte Kreisch-Parts in Kaschtes Gesang spürbar wurde.
Auf dem dritten Album Utopia gesellten sich erstmals vermehrt analoge Synthesizer zu den Metalriffs, trotzdem blieb der Stil der ersten Alben erkennbar. Eine beachtliche Anzahl von Gastmusikern aus der Schwarzen Szene übernahm Gesangsrollen für das vierte Album Tineoidea oder: Die Folgen Einer Nacht – Eine Gothicoper in Blut-Moll. Schließlich schaffte Samsas Traum mit dem im Jahr 2004 veröffentlichten a.Ura und das Schnecken.Haus auch den kommerziellen Durchbruch. In Fan-Kreisen wurde dieses Album sehr kontrovers diskutiert, da es ungewohnt ruhige Töne anschlug und sich merklich dem Chanson und der Liedermacherei näherte.
Bereits kurz nach der Veröffentlichung von a.Ura und das Schnecken.Haus kündigte Kaschte erneut einen Stilwechsel an. Es sollten gleichzeitig zwei Alben auf den Markt kommen: Eines davon ein Akustikalbum, das andere ein Black-Metal-Album. Weitere Informationen blieben lange Zeit aus, auf der Tanz-auf-der-Klinge-Tour 2006 wurden jedoch einige Stücke des Akustikalbums gespielt.
Das sechste Studioalbum Heiliges Herz – Das Schwert Deiner Sonne präsentierte sich nach seiner Veröffentlichung im November 2007 nicht so abwechslungsreich wie die Vorgänger, sondern beinhaltet in erster Linie Lieder, die recht geradlinig einem Stil mit diversen Einflüssen folgen. Der Einfluss aus dem Black Metal wird musikalisch und gesanglich deutlich, Kaschte lässt jedoch auch diverse Elemente aus anderen Stilen wie dem Symphonic Metal einfließen. Häufig sind Gitarrenlinien zu hören, die eine düstere, melodiöse Atmosphäre schaffen. Dies wird verstärkt durch symphonieähnliche Synthesizertöne. Textlich greift Kaschte Themen wie die Vernichtung der Menschheit und das Überleben der Natur (Das Zeitalter der Bäume) auf.
Wenn schwarzer Regen ist ein Akustikalbum, auf dem Alexander Kaschte bis auf wenige Ausnahmen (beispielsweise spielte Daniel Schröder die Bassklarinette) alle Instrumente selbst einspielte und den Gesang übernahm. Alexander Kaschte nahm es als Home-Recording in seinem privaten Studio K. in Wien auf und verdeutlichte auf der Bonus-CD des Albums, dass es ihm im Gegensatz zu Heiliges Herz bei diesem Album nicht auf musikalische Perfektionierung ankam. Die Texte sind sehr poetisch und anspruchsvoll verfasst und weisen viele Metaphern und Chiffren auf. Textlich sowie vom musikalisch-kompositorischen Aufbau (z. B. die Instrumentierung und Liedstruktur) sind deutliche Einflüsse aus dem Genre der Liedermacherei zu bemerken, wenn man nicht gar das ganze Album diesem Genre zuschreiben kann. In einem Interview mit der Musikzeitschrift Orkus, veröffentlicht im Februar 2008, gab Kaschte an, er habe mit diesem Akustikalbum Singer-Songwritern wie Bob Dylan oder Nick Drake nacheifern wollen.
Nachdem Kaschte den Stil der Band für die 2009er Jubiläumsveröffentlichung 13 Jahre lang dagegen – Anti bis zum Tod stark reduziert und in Richtung Heavy Metal mit Rock-’n’-Roll-Einflüssen verändert hatte, kehrte er zwei Jahre später auf Anleitung zum Totsein zurück zum früheren Sound mit dominanten Synthesizern und symphonischen Elementen, der auch auf dem Nachfolgealbum Asen’ka – Ein Märchen für Kinder und solche, die es werden wollen dominiert.
2015 erschien das Album Poesie: Friedrichs Geschichte, mit dem Samsas Traum einen musikalischen und inhaltlichen Bruch zu den vorherigen Alben wagten. Der Sound wurde elektronischer und enthält Elemente des Trip-Hop, Synth Rock und rapähnlichem Sprechgesang. Inhaltlich wird das Thema Krankenmorde in der Zeit des Nationalsozialismus behandelt. Das Album wurde von Fans und Presse kontrovers aufgenommen, aber auch als ernstzunehmendes Kunstwerk gewürdigt.

## Gastmusiker
Von Anfang an wirkten viele Gastmusiker bei dem Projekt mit.
Auf dem Album Tineoidea oder: Die Folgen einer Nacht – Eine Gothicoper in Blut-Moll:
- Susanne Stitz und Torsten Schneyer (Adversus)
- Alexander Frank Spreng (ASP)
- Chris Pohl und Constance Rudert (Blutengel)
- Max Testory und Elisabeth Kranich (Chamber)
- Johannes Berthold (Illuminate)
- Dirk Riegert (Janus)
- Martin Schindler (Mantus)
- Susanne Stierle (Ophelia’s Dream)
- Celine C. Angel (Sanguis et Cinis)
- Stefan Kroll (Staub)

Beim Titellied der Best-Of-Compilation Endstation.Eden (2004) wurde Kaschte von Lucina (Radical Romance) gesanglich unterstützt, während die Akustik-Interpretationen auf der als eigentliche Haupt-CD geplanten Single-CD der Erstauflage von Endstation.Eden von Myron und Tjorben (ebenfalls Radical Romance) eingespielt wurden (hier war das Best Of die Bonus-CD).
Auf dem Album a.Ura und das Schnecken.Haus:
- Alf Poier
- Constance Rudert (Blutengel)

Auf dem Album Asen’ka – Ein Märchen für Kinder und solche, die es werden wollen:
- Liv Kristine
- My Engström-Renman (Hellsongs)
- Vic Anselmo

Für die Neuveröffentlichung von Die Liebe Gottes wurden die Lieder Sterbende Liebe und Satanshimmel voller Geigen zusammen mit Diana Lueger (Zweitfrau) 2005 neu aufgenommen. Sie übernahm auch Gesangsparts auf dem Album Heiliges Herz, so z. B. beim gleichnamigen Titellied.

## Diskografie
Demos
- 1996: Nostalgische Atavismen / Die Drei Mütter mit Kazanian (MC; Eigenproduktion)
- 1996: Homerecordings (CDR; Eigenproduktion)
- 1998: Elite (MC; Eigenproduktion)
- 1998: Far Beyond Edens Light We Will Dream (MC; Eigenproduktion)
- 1998: Einblick in ein elitäres Debüt-Album (CDR; Eigenproduktion)

Studioalben
- 1999: Die Liebe Gottes: Eine Märchenhafte Black Metal Operette (CD/2xCD; Armageddon Shadow / Trisol Music Group), Wiederveröffentlichungen 2005/6 mit Bonus-CD.
- 2000: Oh Luna mein (CD/2xCD/2x12"/MC; Armageddon Shadow / Trisol Music Group) Wiederveröffentlichungen 2005/6 mit Bonus-CD.
- 2001: Utopia (CD/2xCD; Armageddon Shadow / Trisol Music Group) Wiederveröffentlichungen 2005/6 mit Bonus-CD.
- 2003: Tineoidea, Oder: Die Folgen Einer Nacht (CD/2xCD; Armageddon Shadow / Trisol Music Group)
- 2004: a.Ura und das Schnecken.Haus (2xCD/3x12"; Trisol Music Group)
- 2007: Heiliges Herz – Das Schwert Deiner Sonne (CD/2xCD/LP/12"; Trisol Music Group)
- 2007: Wenn schwarzer Regen (CD/2xCD; Trisol Music Group)
- 2009: 13 Jahre lang dagegen – Anti bis zum Tod (CD; Trisol Music Group)
- 2011: Anleitung zum Totsein (CD/2xCD; Trisol Music Group)
- 2012: Asen’ka – Ein Märchen für Kinder und solche, die es werden wollen (CD/2xCD; Trisol Music Group)
- 2015: Poesie: Friedrichs Geschichte (CD/2xCD/24xMP3; Trisol Music Group)
- 2018: Scheiden tut weh (CD; Trisol Music Group / Soulfood). Limitiert auf 3.333 Exemplare.
- 2021: Wo die Seelen sterben (CD; Insektenhaus)
- 2024: Kalk (CD; Trisol Music Group) Limitiert auf 2.000 Exemplare

Remixalben
- 2003: Arachnoidea Oder: Von Babylon, Scheiterhaufen Und Zerstörungswut (CD/2xCD; Armageddon Shadow / Trisol Music Group) Remixalbum, limitiert auf 1.990 Stück
- 2005: Z.ahn um Z.ahn (A.Ura R.emixed) (CD; Trisol Music Group) Bestandteil des limitierten Boxsets Einer gegen alle.
- 2011: .Käfer.Maden.Würmer.Spinnen. mit Weena Morloch (2xCD; Trisol Music Group) Remixalbum.
- 2013: Niemand, niemand anderem als dir (2xCD; Trisol Music Group) Instrumentale Demoversion des Asen’ka-Albums.
- 2019: Das vergessene Album (CD/LP; Trisol Music Group / Soulfood). Limitiert auf 1.111 Exemplare. Es handelt sich um das Album Scheiden tut weh in ursprünglicher Abmischung ohne Orchester-Elemente mit 3 neuen Liedern.

Konzertalben
- 2005: Einer gegen alle (DVD-V; Irond). Nur in Russland als einzelne DVD erschienen, sonst Bestandteil des Boxsets.
- 2012: Unbeugsam – Unberechenbar – Unsterblich (2xCD; Trisol Music Group)
- 2016: Denn Gott kann nicht wollen, dass... (CD+LP; Trisol Music Group). Konzertmitschnitt aus Nürnberg 2015; limitiert auf 500 Stück.
- 2016: Live in Berlin - 19.11.2015 (DVD-V; Trisol Music Group). Limitiert auf 300 Exemplare.
- 2020: Die Katze kriegt sie alle (2xCD+DVD; Trisol Music Group) Limitiert auf 666 Exemplare.
- 2020: Eine Neue Nacht Wartet Auf Uns (Live In Herford 08.02.2020) (FLAC/MP3; Eigenvertrieb)
- 2021: Katharsis 2020 (Live In Magdeburg, Glauchau Und Berlin) (DVD-V/FLAC; Trisol Music Group)

Kompilationen
- 2001: Nostalgia (CD; Armageddon Shadow / Trisol Music Group) Kompilation mit Demomaterial.
- 2004: Endstation.Eden (CD/2xCD; Armageddon Shadow / Trisol Music Group) In ursprünglicher Version Single mit Best-Of, später nur Best-Of.
- 2013: Leben bedeutet kämpfen (2xCD; Trisol Music Group) Best-Of mit unveröffentlichtem Bonuslied, limitiert auf 3000 Exemplare.
- 2015: Maden.Flohmarkt – Die total asoziale Raritätensammlung Vol. 1-5 mit MIIME und Weena Morloch (MP3; Trisol Music Group) Enthält Live-Stücke von Viva Vienna Vol. I, die Songs G.B.D.C. / Sonnentag sowie Remixe und Alternativ-Versionen.
- 2022: Pussy Supremacy • Trauma Tales Sampler Vol. 1 (2xCD; Trisol Music Group)

EPs
- 2002: Ipsissima verba (CD; Armageddon Shadow / Trisol Music Group)
- 2012: Viva Vienna Vol. I (10″; Trisol Music Group) limitiert auf 500 Exemplare.
- 2015: Wie das ewige Meer (CD; Trisol Music Group) Exklusiv auf der Poesie-Tour verkauft, limitiert auf 999 Exemplare.
- 2024: Metamorphosis mit Stimmgewalt (MP3; Trisol Music Group)

Singles
- 2005: Einer gegen Alle (CD; Trisol Music Group)
- 2007: Heiliges Herz (CD; Trisol Music Group)
- 2007: Auf den Spiralnebeln (CD; Trisol Music Group)
- 2009: G.B.D.C. / Sonnentag (7″; Schattenplatten) limitiert auf 500 Exemplare
- 2011: Durch die Wand der Träume/Kaputt! mit Weena Morloch (2xCD; Trisol Music Group) Exklusive Orkus-Heftbeilage
- 2011: All Die Toten Spiegel (CD; Trisol Music Group)
- 2016: Wir fahren in den Himmel (Und ich kotze Angst) (DVD; Schattenplatten) Live-Single, Limitiert auf 500 Exemplare.
- 2017: Dornen (12″; Schattenplatten) limitiert auf 333 Exemplare.
- 2017: Blut Ist In Der Waschmuschel (12″; Schattenplatten) limitiert auf 333 Exemplare.
- 2020: Bis in alle Ewigkeit (DVD-V; Schattenplatten) limitiert, inkl. vier Alternativversionen des Liedes.
- 2024: Mein Land (Hopp, Hopp, Moskal!) (7″; Trisol Music Group)
- 2024: Widersacher (7″; Schattenplatten)

Boxsets
- 2005: Einer gegen Alle mit Weena Morloch (2xCD+2xDVD-V; Trisol Music Group) limitiert auf 5.000 Exemplare.
- 2010: Vernunft ist nichts, Gefühl ist alles (3xCD+DVD; Trisol Music Group) limitiert auf 3.000 Exemplare.

Sonstige Veröffentlichungen
- 2014: Unsinkbar mit Weena Morloch (DVD-V; Eigenvertrieb) Beinhaltet Musikvideos, keine Konzertaufnahmen von Samsas Traum.